# 베네딕테 한센
베네딕테 한센(덴마크어: Benedikte Hansen, 1958년 9월 24일 ~ )은 덴마크의 배우, 성우이다. 코펜하겐에서 태어났다.

## 영화
- 넛씽스 올 배드 (2010년)
- 더 블레싱 (2009년)
- 안데르센의 백조왕자 (2009년) - 드로닝겐 역
- 데이지 다이아몬드 (2007년)
- 알레그로 (2005년)
- 인 유어 핸드 (2004년)